# Paul Ier de Sis
Paul Ier de Sis ou Poghos Ier Ssec‘i (en arménien Պողոս Ա Սսեցի) est Catholicos de l'Église apostolique arménienne de 1374 à 1382 selon la chronologie officielle de l’Église apostolique arménienne, ou de 1374 à 1377.

## Biographie
Si Poghos Ier de Sis, le successeur de Constantin V de Sis, est bien le Catholicos en exercice entre 1374 et 1377/1382, il est le contemporain de la fin du royaume arménien de Cilicie.
Selon le chroniqueur français contemporain Jean Dardel (Chroniqueur) (en), c’est lui qui le 14 septembre 1374 aurait exigé que le couronnement du roi « Lyon de Lisegnan » et de son épouse Marguerite de Soissons soit effectué selon les rites latin et arménien.
Il serait également le Catholicos anonyme qui, par haine des « Latins », aurait conspiré avec le baron Achot d’Oghruy, beau-frère du roi Constantin VI d'Arménie, devenu musulman et passé au service du gouverneur d’Alep, pour rendre la ville de Sis à ce dernier.
En effet, toujours selon Jean Dardel, pendant que le roi Léon VI tente désespérément d’obtenir une trêve d’un émir turcoman de Cilice nommé Abou Bekr, qui contrôle les campagnes et l’approvisionnement autour de la capitale, les « faulz armins » et le Catholicos complotaient pour livrer la ville à Séifeddin Irchiqtimour al Mardiny en Nassiry, gouverneur d’Alep pour le compte du sultan mamelouk du Caire.
Selon la même source, après la capitulation de la ville, la capture du roi et de sa famille et leur envoi en détention en Égypte, le Catholicos autorisé par les vainqueurs à demeurer dans la ville de Sis aurait défendu aux Arméniens de dire des messes et même de prier pour leur ancien roi.

## Sources
- René Grousset, L'Empire du Levant : Histoire de la Question d'Orient, Paris, Payot, coll. « Bibliothèque historique », 1949 (réimpr. 1979), 648 p. (ISBN 978-2-228-12530-7), p. 414.
- Recueil des Historiens des Croisades. Documents Latins et Français relatifs à l’Arménie, Imprimerie Nationale Paris 1906, « Chronique d’Arménie par Jean Dardel » p. 1-109.